# Phimosus infuscatus
El ibis afeitado, coquito, ibis de cara roja o cuervo de pantano de cara pelada (Phimosus infuscatus) es una especie de ave pelecaniforme de la familia Threskiornithidae, la única del género Phimosus. Esta especie de ibis neotropical ocupa un área de distribución que va desde Colombia y Venezuela hasta el norte de Argentina y Uruguay y también gran parte del territorio de Brasil.

## Taxonomía
Fue descrito por primera vez en 1823 por el naturalista alemán Martin Lichtenstein. Se reconocen tres subespecies:
- P. i. berlepschi (Hellmayr, 1903) - vive en Colombia y Venezuela
- P. i. infuscatus (Lichtenstein, 1823) - Argentina, Bolivia, Paraguay, Uruguay.
- P. i. nudifrons (Spix, 1825) - Brasil

## Descripción
Mide entre 46 y 56 cm de longitud y pesa alrededor de 600 g. Presenta un plumaje negro o parduzco oscuro prácticamente en todo el cuerpo, aunque adquiere unas tonalidades verdosas o broncíneas metalizadas en cuello y alas. En la cara, desde la base del pico hasta la parte posterior de los ojos, tiene una zona de piel desnuda sin plumas, la cual le da su nombre, de un llamativo color rojizo o rosáceo. Tiene un largo pico curvado que con frecuencia es de este mismo color rojizo o rosado, al igual que las patas. No presenta dimorfismo sexual y los ejemplares juveniles son completamente negros, incluidos picos, patas y zona desnuda de la cara.

## Distribución y hábitat
El ibis afeitado se extiende por dos grandes zonas en América del Sur: una zona en el norte cubriendo Colombia y Venezuela, y otra zona más extensa que cubre gran parte del sudeste de Brasil, Paraguay, noreste de Bolivia, Uruguay y norte de Argentina. Además cuenta con un registro en Chile.
Vive en pantanos abiertos, sabanas, marismas, humedales, prados y campos inundados, y arrozales. Aunque es una ave de llanuras se le ha observado en zonas montañosas de hasta 2.600 m de altitud en Colombia.

## Comportamiento
Se encuentran generalmente en grandes bandadas de su propia especie o con otras especies de ibis, a veces incluso se mezclan con animales domésticos. Son aves poco territoriales y los territorios entre bandadas rara vez se encuentran demasiado lejos unos de otros. Son poco agresivos hacia otras aves o miembros de su especie siempre que no exista competencia por el alimento. 
Normalmente, se alimenta en pequeños grupos aunque pueden llegar a mezclarse en grupos de varios cientos de individuos. Come lombrices, peces pequeños, crustáceos, insectos acuáticos, moluscos y otros animales pequeños, además de granos y hojas. Utiliza su pico curvo para escarbar en la tierra húmeda y el agua mientras va caminando lentamente. Cuando detecta algún movimiento bajo el barro o el agua cierra el pico agarrando a su presa. 
La época de cría está asociada con la temporada de lluvias por lo tanto varía según la zona: de mayo a octubre en Colombia y Venezuela; y entre octubre y noviembre en el resto de Sudamérica. El cortejo consiste en una serie de exhibiciones y acicalamientos mutuos. Anida en colonias en árboles y arbustos, sobre los pantanos y a orillas de los ríos. Normalmente, estas colonias adquieren un gran tamaño pues se mezclan con otras especies como cormoranes, martinetes, espátulas, cigüeñas y otras especies de ibis. Construye un nido de en forma de plataforma pequeña, a partir de hierbas acuáticas, ramitas y palos delgados, de unos 35 cm de largo. Generalmente, reutilizará el mismo nido año tras año. La hembra pone de uno a seis huevos color azul verdoso. La incubación dura de 21 a 23 días y es efectuada por los dos padres. Después de tres semanas de nacidos los pichones salen del nido y una semana más tarde se valen por sí mismos.

## Conservación
Se encuentra clasificado como de preocupación menor por la UICN debido a que es bastante común en las zonas donde se encuentra y su área de extensión es bastante grande. Las mayores amenazas a las que se enfrentan son aquellas relacionadas con el cambio climático y la contaminación que ponen en peligro los humedales donde vive reduciendo su extensión y contaminando sus aguas.